# Nyponsoppa

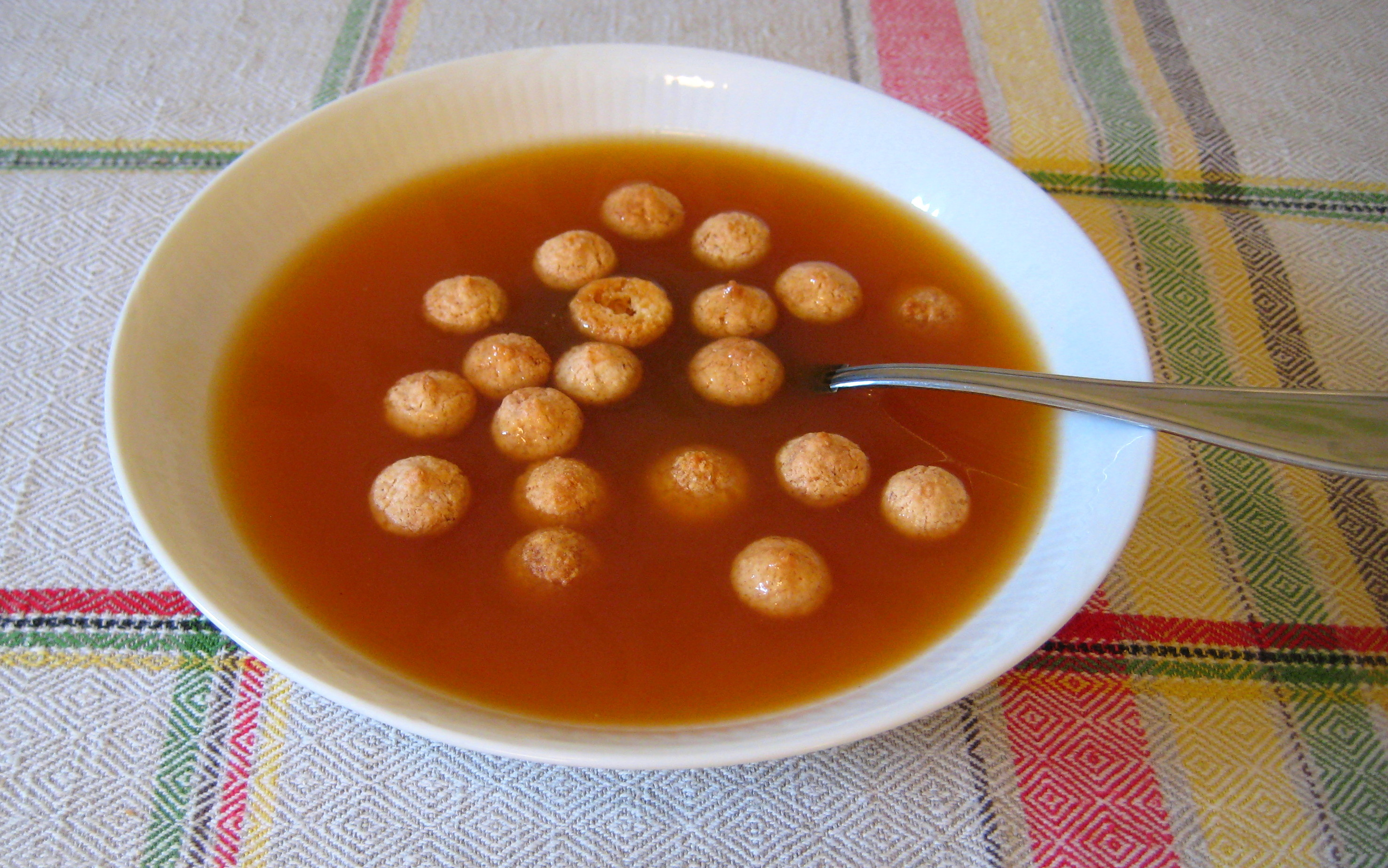
En tallrik svensk nyponsoppa med mandelbiskvier.

Nyponsoppa är en soppa gjord på nypon, vatten, socker och potatismjöl. Mjölk eller grädde ingår inte i grundrecept men kan användas för att få en tjockare konsistens. Nyponsoppa kan tillagas av torkade och urkärnade nypon eller mjukkokta och passerade färska nypon. I livsmedelsbutik säljs även färdiglagad nyponsoppa och pulver som ska blandas med vatten. Nyponsoppa kan antingen förtäras varm eller kall och antingen på tallrik eller i kopp/dricksglas. Den serveras vanligen som mellanmål eller efterrätt och ibland med till exempel mandelbiskvier, skivad banan, flagad mandel, vispad grädde eller vaniljglass.
Nyponsoppa finns belagt i svenskan från 1749. På 1800-talet kunde patienter inom psykiatrin serveras nyponsoppa med russin och sirap till efterrätt enligt bevarade matsedlar.
På 1950-talet var nyponsoppa en vanlig efterrätt i Sverige till mat som köttbullar och stuvade makaroner.